# Танковий корпус «Фельдгеррнгалле»
Танковий корпус «Фельдгеррнгалле» (нім. Panzerkorps Feldherrnhalle) — танковий корпус Вермахту в роки Другої світової війни.

## Історія
Танковий корпус «Фельдгеррнгалле» був сформований 27 листопада 1944 шляхом перейменування IV-го танкового корпусу, з включенням формувань штурмової дивізії «Родос» та 17-ї танко-гренадерської бригади, що комплектувалася переважно з представників СА.

## Райони бойових дій
- Угорщина (листопад 1944 — січень 1945);
- Чехословаччина (січень — квітень 1945);
- Австрія (квітень — травень 1945).

## Командування

### Командири
- генерал танкових військ Ульріх Кліман (нім. Ulrich Kleeman) (27 листопада 1944 — 8 травня 1945).

## Бойовий склад танкового корпусу «Фельдгеррнгалле»
Формування управління, забезпечення та підтримки
- 404-те артилерійське командування (Arko 404), з 1945 — артилерійське командування «Фельдгеррнгалле» (Artillerie-Kommandeur Feldherrnhalle);
- 404-й корпусний батальйон зв'язку (Korps-Nachrichten-Abteilung 404), з 1945 — корпусний батальйон зв'язку «Фельдгеррнгалле» (Panzer-Korps-Nachrichten-Abteilung Feldherrnhalle);
- 404-те управління корпусного постачання (Korps-Nachschubtruppen 404), з 1945 — управління корпусного постачання «Фельдгеррнгалле» (Panzer-Korps-Versorgungs-Regiment Feldherrnhalle);

- 1-ша танкова дивізія (1. Panzer-Division);
- 76-та піхотна дивізія (76. Infanterie-Division);
- 2-га танкова дивізія (Угорщина) (2. ungarische Panzer-Division).

- 1-ша танкова дивізія;
- 46-та піхотна дивізія (46. Infanterie-Division);
- 76-та піхотна дивізія;
- 357-ма піхотна дивізія (357. Infanterie-Division);
- 4-та поліційна гренадерська дивізія СС (4. SS-Polizei-Panzergrenadier-Division);
- 18-та добровольча танко-гренадерська дивізія СС «Горст Вессель» (18. SS-Panzergrenadier-Division "Horst Wessel").

- 24-та танкова дивізія (24. Panzer-Division);
- 46-та піхотна дивізія;
- 4-та поліційна гренадерська дивізія СС;
- 18-та добровольча танко-гренадерська дивізія СС «Горст Вессель»;
- Штурмова бригада СС «Дірлевангер» (SS-Sturmbrigade "Dirlewanger").

- 24-та танкова дивізія;
- 46-та піхотна дивізія;
- 4-та поліційна гренадерська дивізія СС;
- 101-ша єгерська дивізія (101. Jäger-Division);
- Бойова група «Фішер» (Kampfgruppe Fischer).

- Танкова дивізія «Фельдгеррнгалле 1» (1. Panzer-Division Feldherrnhalle);
- Танкова дивізія «Фельдгеррнгалле 2» (2. Panzer-Division Feldherrnhalle).

- 46-та піхотна дивізія;
- 357-ма піхотна дивізія;
- 211-та фольксгренадерська дивізія (211. Volks-Grenadier-Division);
- 44-та рейхс-гренадерська дивізія «Хох унд Дойчемайстер» (44. Infanterie-Division "Hoch- und Deutschmeister").

- 46-та піхотна дивізія;
- 357-ма піхотна дивізія;
- 211-та фольксгренадерська дивізія;
- 271-ша фольксгренадерська дивізія (271. Volks-Grenadier-Division);
- 10-та танкова дивізія СС «Фрундсберг» (10. SS-Panzer-Division "Frundsberg").

- 182-га піхотна дивізія (182. Infanterie-Division);
- 46-та фольксгренадерська дивізія (46. Volks-Grenadier-Division);
- Танкова дивізія «Фельдгеррнгалле 1»;
- Танкова дивізія «Фельдгеррнгалле 2»;
- 20-та піхотна дивізія (Угорщина) (20. Infanterie-Division (ung.);
- 286-та бригада штурмових гармат (Sturmgeschütz-Brigade 286).

- Танкова дивізія «Фельдгеррнгалле 2»;
- 25-та танкова дивізія (25. Panzer-Division);
- 357-ма піхотна дивізія;
- 211-та фольксгренадерська дивізія.